# 龙州鲤
龙州鲤（学名：Cyprinus longzhouensis）为輻鰭魚綱鲤形目鲤科鲤属的鱼类，俗名芝麻鲫，是中国的特有物种。分布于西江上游等。该物种的模式产地在广西龙州。其种加词“longzhouensis”意为“广西龙州县的”。